# 高黎贡山
高黎贡山（luŋ³¹gɯi⁵³ lə³¹kɑ⁵⁵）是位于中国和缅甸边境的一座山脉。该山脉南北走向，北起青藏高原南缘，南至云南德宏北部，全长500公里，是怒江和伊洛瓦底江的分水岭，主峰为贡山独龙族怒族自治县境内的楚鹿腊卡峰，该峰又被当地人称为仰目嘎娃嘎普峰（ɟɑŋ³¹mu⁵⁵ kə³¹wɑ⁵³kɑr³¹pu⁵⁵）或仰目谷陇（ɟɑŋ³¹mu⁵⁵gluŋ⁵³），也被当地民间唤之为嘎娃嘎普峰，海拔5128米。该峰峰顶附近终年积雪，拥有有长约3公里的现代悬冰川，冰舌前缘下伸到海拔4000米处。
高黎贡山之名初见于中国唐朝樊绰的《蛮书》，据考为景颇语。南诏首领异牟寻曾将该山封为南诏的西岳。中国和缅甸原对该山以西的江心坡地区有领土争议，1961年中华人民共和国和缅甸签订边界协定，承认该山北段为两国界山（片马地区除外）。1983年4月，云南省政府设立高黎贡山自然保护区;1986年7月，经中华人民共和国国务院批准晋升为国家级自然保护区。1992年，世界野生生物基金会将该保护区立为A级保护区。2000年11月，联合国教科文组织接纳其为世界生物圈保护区网络成员。2003年7月，作为三江并流重要组成部分，被联合国教科文组织列为世界自然遗产名录。2006年4月，经国家林业和草原局批准为全国示范建设保护区。2019年5月，被中央七部门评估为优秀国家级自然保护区，被《森林与人类》杂志评为“中国最美森林”。